# María Fernanda Yepes
 María Fernanda Yepes Alzate (Medellín, 23 de diciembre de 1980) es una actriz y modelo colombiana. Se dio a conocer por su papel de Yésica 'La Diabla' en la telenovela de Telemundo en Sin senos no hay paraíso y por protagonizar la serie Rosario Tijeras.

## Biografía
A la edad de 15 años, María Fernanda comenzó a modelar en su país natal. Ha sido parte de importantes campañas nacionales de las mejores ropas íntimas de Colombia. Recientemente fue vista como una modelo de impresión de la línea de baño "Agua Bendita", que fue presentado en la edición "más calientes trajes de baño" de Sports Illustrated en 2007-2009. Con el fin de seguir una carrera en los medios de comunicación, María Fernanda también estudió psicología, comunicación social en la Universidad Bolivariana y escuela de actuación de Caracol. Pese a ello, se matriculó en Periodismo, además de estudiar fotografía e irse a Australia a aprender inglés: “Mientras, seguía ejerciendo de modelo en campañas nacionales e incluso protagonizando portadas. Estudió teatro en Barcelona, así fue como descubrió su vocación y aunque su sueño ha sido trabajar en cine, supo ingresar al mundo de la pantalla chica consagrándose muy destacada y símbolo sexual. De ahí surgió su participación en el reality ‘La isla de los famosos”.
De esta manera, se dio a conocer en el medio de la farándula colombiana hasta que fue llamada para realizar su debut en 2006 en la novela La diva producción de Caracol Televisión. Más adelante, RCN Televisión convocó a la actriz para representar a 'Venus', una joven sensual dispuesta a vengar las humillaciones de su novio en la novela Pura Sangre. Gracias a este papel recibió una nominación en los Premios TV y Novelas.
En 2008 y 2009 participó en el papel de Yésica alias 'La Diabla', en la exitosa telenovela de Telemundo titulada Sin senos no hay paraíso gracias a que la actriz llegó a la audición vestida de colegiala caracterizando a una mujer joven, sensual y sin escrúpulos dispuesta a dar lo que sea con tal de obtener lo que necesita, su audición fue un éxito e inmediatamente fue escogida para el papel.
En 2010 participó en la exitosa tele-novela Rosario tijeras interpretando a María del Rosario, producción de RCN Televisión., esta actuación le hizo merecedora del Premio India Catalina a la mejor actriz Protagónica de Serie.
En 2011, participó en Mentes en shock producida por FOX y en Lynch producción de Moviecity
En 2012, protagonizó la serie mexicana La Teniente producida por TV Azteca. Gracias a su éxito ha sido distribuida en varios países.
En 2013, recibió el reconocimiento de periodistas en México por ser una de las actrices más destacadas de América Latina debido a su proyección internacional.
En 2013 participó en el reality show de baile mexicano México baila de Azteca Trece, quedando entre los 4 finalistas. También participó en el programa de espectáculos Los 25+.
En 2014, participó en la serie estadounidense Demente criminal, producida por Univision la cual fue grabada en Miami, Estados Unidos.
En 2016, participó en la serie La viuda negra, creada por RTI Televisión y Televisa para UniMás junto con los actores Ana Serradilla y Raúl Méndez y en la serie web Blanca interpretando Alexandra producida por Borsanilo Produtions, se estrenó en Francia para la Plataforma Studio + y Canal +
En 2017, participó en la serie La piloto e interpretó a Zulima, la antagonista principal producción de Televisa para Univision y fue Presentadora del reality show colombiano Soldados 1.0, transmitido por RCN Televisión
En 2018, participó en la serie José José, el príncipe de la canción producción de Estudios TeleMéxico para Telemundo misma que narra la vida del afamado cantante José José y en la que ella interpreta a Anel Noreña, quien fuera su esposa durante más de 20 años y la madre de sus dos hijos.
En 2018-19 protagoniza la serie biográfica María Magdalena interpretando la personaje título en la Tv Azteca. 
En 2020 participó en Oscuro deseo interpretando a Brenda producida por Argos Comunicación para Netflix junto con los actores Maite Perroni y Alejandro Speitzer. Es fundadora de su propio proyecto Casa Felina, un rezo a la tierra. un santuario que promueve el respeto y el amor por la naturaleza. en Quintana Roo México.

## Vida personal
En enero de 2021, María Fernanda estaba comprometida con el músico argentino Nico Kora. A quien conoció en Quintana Roo México. El pasado 27 de abril de 2022 contrajo matrimonio con Nicolás Rodríguez, quien ahora es su esposo de manera oficial.

## Filmografía

### Televisión
| Año       | Título                               | Personaje                                           |
| --------- | ------------------------------------ | --------------------------------------------------- |
| 2023      | El Junior: El Mirrey de los Capos    | Rosita Castillo                                     |
| 2020      | Oscuro deseo                         | Brenda Castillo Trejo                               |
| 2018-2019 | María Magdalena                      | María Magdalena                                     |
| 2018      | José José, el príncipe de la canción | Ana Elena 'Anel' Noreña                             |
| 2017      | La piloto                            | Zulima Montes 'La Bruja'                            |
| 2016      | Blanca                               | Alexandra Gonzales                                  |
| 2016      | Azúcar                               | Caridad Solaz Vallecilla                            |
| 2016      | La viuda negra                       | Venus                                               |
| 2014-2015 | Demente criminal                     | Detective Gabriela Fons                             |
| 2012      | La Teniente                          | Teniente Roberta Ballesteros                        |
| 2012      | Lynch                                | Florencia Villalonga                                |
| 2011      | Mentes en shock                      | Renata Solá                                         |
| 2010      | Rosario Tijeras                      | María del Rosario Pavón Rodríguez 'Rosario Tijeras' |
| 2008-2009 | Sin senos no hay paraíso             | Jessica Franco 'La Diabla'                          |
| 2007-2008 | Pura sangre                          | Natalia / Venus                                     |
| 2006-2008 | En los tacones de Eva                | Valentina Salamanca                                 |
| 2006      | La diva                              | Catherine                                           |
| 2001      | La baby sister                       | Actuación especial                                  |

## Programas
| Año  | Título                     | Rol               |
| ---- | -------------------------- | ----------------- |
| 2024 | MasterChef Celebrity       | Participante      |
| 2022 | ¿Quién cocina esta noche?  | Participante      |
| 2021 | + Noche                    | Invitada          |
| 2018 | Noches con Platanito       | Invitada          |
| 2017 | Soldados 1.0               | Presentadora      |
| 2016 | Bailando con las estrellas | Invitada especial |
| 2013 | México baila               | Participante      |
| 2013 | Los 25+                    | Participante      |
| 2012 | Olimpiadas Londres         | Presentadora      |
| 2004 | La isla de los famosos     | Participante      |

## Cine
| Año  | Título                       | Personaje                           |
| ---- | ---------------------------- | ----------------------------------- |
| 2023 | Línea de tiempo              | Nina Nadal / Isabela Rojas Olivares |
| 2017 | Juan Apóstol, el más amado   | Rebeca                              |
| 2015 | Out of the Dark              | Doctora                             |
| 2014 | Blood Brother                | Sheryl                              |
| 2014 | Amateur (corto)              | Patricia                            |
| 2013 | Frio, Silencio, Aire (corto) | Ana                                 |

## Teatro
| Año  | Obra                 | Título                      | Rol         | Nota          |
| ---- | -------------------- | --------------------------- | ----------- | ------------- |
| 2011 | A 2.50 la Cuba Libre | Mireye "la Enrollada-Caleña | Protagónico | Casa Ensamble |

### Plataforma digital
| Año           | Título      | Rol        | Nota |
| ------------- | ----------- | ---------- | ---- |
| 2020-presente | Casa Felina | Ella misma |      |

### Eventos
| Año  | Título               | Presentadora |
| ---- | -------------------- | ------------ |
| 2020 | Amazonas somos todos | Presentadora |
| 2020 | Congreso SmartFilms  | Invitada     |

### Vídeo musical
| Año  | Título       | Artista |
| ---- | ------------ | ------- |
| 2011 | Pienso en ti | Eloy    |

### Comerciales
| Año  | Título                               |
| ---- | ------------------------------------ |
| 2013 | Papel higiénico - Kleenex Cottonelle |
| 2011 | Comercial Rexona                     |

## Premios y reconocimientos

### Premios TVyNovelas
| Año  | Categoría               | Telenovela o serie | Resultado |
| ---- | ----------------------- | ------------------ | --------- |
| 2008 | Mejor actriz de reparto | Pura Sangre        | Ganadora  |

### Premios ACE Cronista del Espectáculo
| Año  | Categoría                   | Telenovela o Serie       | Resultado |
| ---- | --------------------------- | ------------------------ | --------- |
| 2009 | Mejor Co-actuación Femenina | Sin senos no hay paraíso | Ganadora  |

### Premios India Catalina
| Año  | Categoría                         | Telenovela o Serie | Resultado |
| ---- | --------------------------------- | ------------------ | --------- |
| 2011 | Mejor Actriz Protagónica de Serie | Rosario Tijeras    | Ganadora  |

### Premios Palma de Oro
| Año  | Categoría                | Telenovela o Serie | Resultado |
| ---- | ------------------------ | ------------------ | --------- |
| 2013 | Mejor Actriz Protagónica | La Teniente        | Ganadora  |

### Premios Online
| Año  | Categoría                  | Título     | Resultado |
| ---- | -------------------------- | ---------- | --------- |
| 2019 | Actriz Influencer Favorita | Ella misma | Ganadora  |

### Produ Awards
| Año  | Categoría         | Telenovela o Serie | Resultado |
| ---- | ----------------- | ------------------ | --------- |
| 2020 | Actriz de Reparto | Oscuro deseo       | Nominada  |

### Premios Macondo
| Año  | Categoría                | Título          | Resultado |
| ---- | ------------------------ | --------------- | --------- |
| 2023 | Mejor actriz protagónica | Línea de tiempo | Nominada  |